# Algot Karlsson

Interiör från Algot Karlssons verkstad. Foto: Jan Ling. Bilden i original hos Svenskt visarkiv.

Algot Vilhelm Bernhard Karlsson, född 4 april 1896 i Österlövsta församling, Uppsala län, död 20 januari 1966 i Österlövsta församling, Uppsala län, var en svensk spelman och instrumentbyggare från Österlövsta, Uppland.
Karlsson spelade och byggde nyckelharpor och var en av de spelmän och byggare som uppmärksammades av musikvetaren Jan Ling i dennes doktorsavhandling Nyckelharpan: Studier i ett folkligt instrument (1967). Han hade i ungdomen inspirerats av nyckelharpaspelmännen Vilhelm Tegenborg och Jan-Erik Jansson. Som byggare av kromatiska nyckelharpor inspirerades han främst av de instrument som utvecklades av Eric Sahlström och August Bohlin. Algot Karlsson komponerade även egen musik. Algot Karlsson var son till bruksarbetaren Karl Alfred Karlsson och Maria Katarina Söderlund. Gift med Ebba Åkerlöf. Till yrket var han skogsarbetare.